# イリノイ大学スプリングフィールド校
イリノイ大学スプリングフィールド校（英語: The University of Illinois at Springfield, UIS）は、米国イリノイ州スプリングフィールドに本部を置くアメリカ合衆国の州立大学。1969年創立、1970年大学設置。
UISは1970年にサンガモン州立大学として開学。1985年7月1日にイリノイ大学システムに加盟してからは現在の名称となる。
スポーツはNCAAディビジョンIIのグレートレイクスバレーカンファレンスに加盟している。